# Vlag van Vries

Vlag van Vries
(1962-1998)

De vlag van Vries werd op 27 februari 1962 bij raadsbesluit vastgesteld als de gemeentelijke vlag van de Drentse gemeente Vries. De vlag kan als volgt worden beschreven:
Drie banen van wit en rood met een hoogteverhouding 1:2:1; op de rode baan drie bloemen van de Zweedse kornoelje, naast elkaar geplaatst en gelijkmatig over de lengte verdeeld.
De kleuren van de vlag zijn ontleend aan het door G.A. Bontekoe ontworpen gemeentewapen dat in 1931 aan de gemeente was verleend. Van dit wapen is alleen de schildzoom gebruikt. De Zweedse kornoelje komt in de gemeente veelvuldig voor.
In 1998 ging de gemeente op in de nieuw gevormde gemeente Tynaarlo. Hierdoor kwam de gemeentevlag te vervallen.

## Verwant symbool

Wapen van Vries

Anloo 
· Beilen 
· Borger 
· Dalen 
· Diever 
· Dwingeloo 
· Eelde 
· Gasselte 
· Gieten 
· Havelte 
· Nijeveen 
· Norg 
· Odoorn 
· Oosterhesselen 
· Peize 
· Roden 
· Rolde 
· Ruinen 
· Ruinerwold 
· Schoonebeek 
· Sleen 
· Smilde 
· Vledder 
· Vries 
· Westerbork 
· de Wijk 
· Zuidlaren 
· Zuidwolde 
· Zweeloo